# Filaret (Gusev)
Filaret (světským jménem: Valerij Sergejevič Gusev; * 14. srpna 1975, Lubeňkovskij) je ruský duchovní Ruské pravoslavné církve, biskup dalněkonstantinovský a vikář nižněnovgorodské eparchie.

## Život
Narodil se 14. srpna 1975 v sídle Lubeňkovskij Tverské oblasti.
Po střední škole nastoupil na Moskevský duchovní seminář. Po semináři se stal čtecem a učitelem historie 3. gymnázia v Udomlji.
Roku 1996 nastoupil na fakultu historie Tverské státní univerzity.
Dne 15. dubna 2002 byl metropolitou tverským a kašinským Viktorem (Olijnykem) rukopoložen na diákona. Začal sloužit v chrámu svatých novomučedníků a vyznavačů ruských v Udomlji. Dne 1. srpna byl rukopoložen na jereje a 4. prosince mu bylo uděleno právo nosit nabedrennik.
Dne 12. dubna 2003 byl postřižen na rjasofora se jménem Vladimir na počest svatého Vladimira Moščanského. Byl jmenován ključarem chrámu svatého Vladimíra a sekretářem Udomelského blahočiní. Dne 7. prosince byl postřižen na monacha se jménem Filaret na počest svatého Filareta (Drozdova).
Roku 2005 nastoupil na Petrohradskou duchovní akademii, kteroukoliv dokončil roku 2008.
Dne 28. ledna 2006 byl ustanoven pomocníkem představeného Znamenského chrámu v Ostaškově a 4. března se stal představeným Archijerejského podvorje chrámu Nanebevstoupení v Ostaškově.
Dne 29. prosince 2008 se stal členem eparchiální rady a předsedou oddělení náboženského vzdělávání a katecheze.
Roku 2009 byl povýšen na igumena a roku 2011 mu bylo uděleno právo nosit epigonation.
Dne 28. prosince 2011 jej Svatý synod zvolil biskupem bežeckým a vesjegonským.
Dne 1. ledna 2012 byl povýšen na archimandritu a 16. března byl jmenován biskupem kanským a bogučanským.
Dne 23. března 2012 byl oficiálně jmenován biskupem a následující den proběhla jeho biskupská chirotonie. Hlavním světitelem byl patriarcha moskevský a celé Rusi Kirill.
Dne 9. července 2019 byl ustanoven biskupem dalněkonstantinovským a vikářem nižněnovgorodské eparchie.